# Macbeth da Escócia
Macbethad mac Findláech (anglicizado como Macbeth MacFinlay; morto em 15 de agosto de 1057), apelidado de Rei Vermelho (irlandês médio: Rí Deircc), foi Rei da Escócia de 1040 até sua morte em 1057. Ele governou durante o período da história escocesa conhecido como o Reino de Alba.
Pouco se sabe sobre o início da vida de Macbeth, embora ele fosse filho de Findláech de Moray e possa ter sido neto de Malcolm II, presumivelmente através da filha deste, Donada. Ele se tornou Mormaer (Conde) de Moray – uma província semi-autônoma – em 1032, e provavelmente foi responsável pela morte do mormaer anterior, Gille Coemgáin. Posteriormente, casou-se com a viúva de Gille Coemgáin, Gruoch. Em 1040, Duncan I lançou um ataque em Moray e foi morto em combate pelas tropas de Macbeth. Macbeth o sucedeu como Rei de Alba, aparentemente com pouca oposição. Seu reinado de 17 anos foi principalmente pacífico, embora em 1054 ele tenha enfrentado uma invasão inglesa, liderada por Siward, Conde de Northumbria, em nome de Eduardo, o Confessor. Macbeth foi morto na Batalha de Lumphanan em 1057 por forças leais ao futuro Malcolm III. Ele foi enterrado em Iona, o local de descanso tradicional dos reis escoceses.
Macbeth foi sucedido por seu enteado Lulach, mas Lulach governou por apenas alguns meses antes de também ser morto em batalha contra Malcolm III, cujos descendentes governaram a Escócia até o final do século XIII.
Uma versão fictícia de Macbeth é mais conhecida como o personagem principal da tragédia de mesmo nome de William Shakespeare e as muitas obras que ela inspirou. O Macbeth de Shakespeare é baseado nas Crônicas de Holinshed (publicadas em 1577) e não é historicamente preciso.

## Nome
O nome Mac Bethad (ou, em gaélico moderno, MacBheatha), do qual deriva o anglicizado "MacBeth", significa "filho da vida". Embora tenha a aparência de um patronímico gaélico, não possui qualquer significado de filiação, mas sim carrega a implicação de um homem justo ou religioso. Uma derivação alternativa proposta é que seja uma corrupção de macc-bethad significando "um dos escolhidos".
O nome completo de Macbeth em Irlandês médio (gaélico medieval) era Macbethad mac Findláech. Isso é realizado como MacBheatha mac Fhionnlaigh em gaélico escocês moderno, e é traduzido como Macbeth MacFinlay (também grafado Finley, Findlay ou Findley) em inglês moderno. Mac Findláech é um patronímico gaélico significando "filho de Findláech", referindo-se a seu pai Findláech de Moray.

## Ancestralidade real
Algumas fontes fazem de Macbeth um neto do Rei Malcolm II, presumivelmente através de sua filha Donada, e assim um primo de Duncan I, a quem ele sucedeu. Ele possivelmente também era primo de Thorfinn, o Poderoso, Conde de Orkney e Caithness.

## Mormaer e casamento
Quando Canuto, o Grande veio ao norte em 1031 para aceitar a submissão do Rei Malcolm II, Macbeth também se submeteu a ele:

... Malcolm, rei dos escoceses, submeteu-se a ele, e tornou-se seu homem, com dois outros reis, Macbeth e Iehmarc ...
 Alguns viram isso como um sinal do poder de Macbeth; outros viram sua presença, junto com Iehmarc, que pode ser Echmarcach mac Ragnaill, como prova de que Malcolm II era soberano de Moray e do Reino das Ilhas. Qualquer que fosse o verdadeiro estado de coisas no início da década de 1030, parece mais provável que Macbeth estivesse sujeito ao rei de Alba, Malcolm II, que morreu em Glamis, em 25 de novembro de 1034. A Profecia de Berchán, aparentemente sozinha entre as fontes quase contemporâneas, diz que Malcolm morreu uma morte violenta: chamando-a de "parricídio" sem realmente nomear seus assassinos. A crônica de Tigernach diz apenas:
Máel Coluim filho de Cináed, rei de Alba, a honra da Europa ocidental, morreu.
Ele se tornou Mormaer (Conde) de Moray – uma província semi-autônoma – em 1032, e provavelmente foi responsável pela morte do mormaer anterior, Gille Coemgáin. O pai de Macbeth, Findláech de Moray, havia sido morto por Gille Coemgáin. Posteriormente, casou-se com a viúva de Gille Coemgáin, Gruoch, mas eles não tiveram filhos juntos. Macbeth mais tarde aceitou o filho dela de Gille Coemgáin, Lulach, como seu herdeiro. Gruoch pode ter tido uma reivindicação ao trono escocês ela mesma, sendo neta de Kenneth II ou Kenneth III. Não está claro se Macbeth casou com Gruoch como um aliado socorrendo a viúva de um parente, ou como um conquistador reivindicando a viúva de um inimigo. Também é possível que ele possa ter se casado com ela para manter o poder sobre Moray, bem como aumentar sua própria reivindicação ao trono escocês usando seu casamento com uma potencial pretendente ao mesmo trono.
O neto de Malcolm II, Duncan (Donnchad mac Crínáin), mais tarde Rei Duncan I, foi aclamado rei de Alba em 30 de novembro de 1034, aparentemente sem oposição. Duncan parece ter sido tánaise ríg, o rei em espera, de modo que, longe de ser um abandono da tanistria, como às vezes foi argumentado, sua realeza foi uma justificação da prática. Sucessões anteriores haviam envolvido conflitos entre vários rígdomna  –  homens de sangue real. Longe de ser o Rei Duncan idoso da peça de Shakespeare, o verdadeiro Rei Duncan era um jovem em 1034, e mesmo em sua morte em 1040 sua juventude é notada.
O início do reinado de Duncan foi aparentemente sem eventos. Seu reinado posterior, de acordo com sua descrição como "o homem de muitas tristezas" na Profecia de Berchán, não foi bem-sucedido. Em 1039, Strathclyde foi atacada pelos nortumbrianos, e uma incursão de retaliação liderada por Duncan contra Durham transformou-se em desastre. Duncan sobreviveu à derrota, mas no ano seguinte ele liderou um exército ao norte em Moray, o domínio de Macbeth, aparentemente em uma expedição punitiva contra Moray. Lá ele foi morto em combate, na batalha de Bothnagowan, agora Pitgaveny, perto de Elgin, pelos homens de Moray liderados por Macbeth, provavelmente em 14 de agosto de 1040.

## Rei de Alba
Com a morte de Duncan, Macbeth se tornou rei. Se seu reinado não tivesse sido universalmente aceito, seria esperada resistência, mas nenhuma é conhecida por ter ocorrido. Em 1045, o pai de Duncan, Crínán de Dunkeld (um rebento do ramo escocês do Cenél Conaill e Abade Hereditário Abade de Iona) foi morto em uma batalha entre dois exércitos escoceses. Acredita-se que o irmão mais novo de Duncan, Maldred de Allerdale, tenha morrido na mesma batalha, a família lutando contra Macbeth em defesa do jovem filho de Duncan I, Malcolm III.
John de Fordun escreveu que a esposa de Duncan fugiu da Escócia, levando seus filhos, incluindo os futuros reis Malcolm III (Máel Coluim mac Donnchada) e Donald III (Domnall Bán mac Donnchada, ou Donalbane) com ela. Com base nas crenças dos autores sobre com quem Duncan se casou, vários lugares de exílio, Nortúmbria e Orkney entre eles, foram propostos. No entanto, E. William Robertson propõe que o lugar mais seguro para a viúva de Duncan e seus filhos seria com seus parentes ou apoiadores em Atholl.
Após a derrota de Crínán, Macbeth evidentemente não foi contestado. Marianus Scotus conta como o rei fez uma peregrinação a Roma em 1050, onde, Marianus diz, ele deu dinheiro aos pobres como se fosse semente.

### Karl Hundason
A Saga Orkneyinga diz que uma disputa entre Thorfinn Sigurdsson, Conde de Orkney, e Karl Hundason começou quando Karl Hundason se tornou "Rei dos Escoceses" e reivindicou Caithness. A identidade de Karl Hundason, desconhecido nas fontes escocesas e irlandesas, tem sido há muito uma questão de disputa, e está longe de estar claro que o assunto esteja resolvido. A suposição mais comum é que Karl Hundason fosse um apelido insultuoso (nórdico antigo para "Camponês, filho de um Cão") dado a Macbeth por seus inimigos. A sugestão de William Forbes Skene de que ele era Duncan I da Escócia foi revivida nos últimos anos. Por último, a ideia de que todo o caso é uma invenção poética foi levantada.
De acordo com a Saga Orkneyinga, na guerra que se seguiu, Thorfinn derrotou Karl em uma batalha naval ao largo de Deerness na extremidade leste do continente de Orkney. Então o sobrinho de Karl, Mutatan ou Muddan, nomeado para governar Caithness para ele, foi morto em Thurso por Thorkel, o Criador. Finalmente, uma grande batalha em Tarbat Ness no lado sul do Dornoch Firth terminou com Karl derrotado e fugitivo ou morto. Thorfinn, a saga diz, então marchou para o sul através da Escócia até Fife, queimando e saqueando ao passar. Uma nota posterior na saga afirma que Thorfinn conquistou nove condados escoceses.
Quem quer que Karl Hundason possa ter sido, parece que a saga está relatando um conflito local com um governante escocês de Moray ou Ross:

[T]oda a narrativa é consistente com a ideia de que a luta de Thorfinn e Karl é uma continuação daquela que havia sido travada desde o século IX pelos condes de Orkney, notavelmente Sigurd Rognvald, filho, Ljot, e Sigurd, o Forte, contra os príncipes ou mormaers de Moray, Sutherland, Ross e Argyll, e que, enfim, Malcolm e Karl eram mormaers de uma dessas quatro províncias.

### Últimos anos
Em 1052, Macbeth esteve indiretamente envolvido no conflito no Reino da Inglaterra entre Godwin, Conde de Wessex e Eduardo, o Confessor quando recebeu vários exilados normandos da Inglaterra em sua corte. Em 1054, o Conde de Northumbria de Eduardo, Siward, liderou uma invasão muito grande da Escócia (Suthed, a viúva de Duncan e mãe de Malcolm, era nascida na Nortúmbria; é provável, mas não provado, que houvesse um laço familiar entre Siward e Malcolm). A campanha levou a uma batalha sangrenta em Dunsinane, na qual os Anais de Ulster relataram 3 000 escoceses e 1 500 ingleses mortos, o que pode ser interpretado como muitos em ambos os lados. Um dos filhos de Siward e um genro estavam entre os mortos. O resultado da invasão foi que um Máel Coluim, "filho do rei dos cúmbrios" (não deve ser confundido com Máel Coluim mac Donnchada, o futuro Malcolm III da Escócia) foi restaurado ao seu trono, ou seja, como governante do reino de Strathclyde. Pode ser que os eventos de 1054 sejam responsáveis pela ideia, que aparece na peça de Shakespeare, de que Malcolm III foi colocado no poder pelos ingleses.
Macbeth não sobreviveu muito à invasão inglesa, pois foi derrotado e ferido mortalmente ou morto pelo futuro Malcolm III ("Rei Malcolm Ceann-mor", filho de Duncan I) no lado norte do Mounth em 1057, após recuar com seus homens sobre o Passo de Cairnamounth para fazer sua última resistência na batalha em Lumphanan. A Profecia de Berchán tem que ele foi ferido e morreu em Scone, sessenta milhas ao sul, alguns dias depois. O enteado de Macbeth, Lulach, foi instalado como rei logo depois, mas foi morto em 1058 por Malcolm que o sucedeu.
Ao contrário de escritores posteriores, nenhuma fonte quase contemporânea comenta sobre Macbeth como um tirano. O Duan Albanach, que sobrevive em uma forma datando do reinado de Malcolm III, o chama de "Mac Bethad, o renomado". A Profecia de Berchán, uma história em versos que pretende ser uma profecia, o descreve como "o generoso rei de Fortriu", e diz:

O vermelho, alto, de cabelos dourados, ele será agradável para mim entre eles; a Escócia estará repleta oeste e leste durante o reinado do furioso vermelho.

## Da vida à lenda

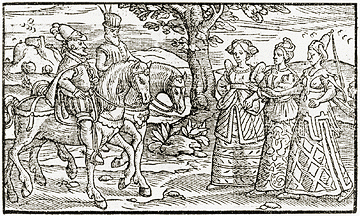
Macbeth e Banquo encontram as bruxas. Ilustração das Crônicas de Holinshed (1577).

A vida de Macbeth, como a do Rei Duncan I, havia progredido muito em direção à lenda no final do século XIV, quando John de Fordun e Andrew de Wyntoun escreveram suas histórias. Hector Boece, Walter Bower e George Buchanan contribuíram para a lenda.

### A representação de William Shakespeare e sua influência

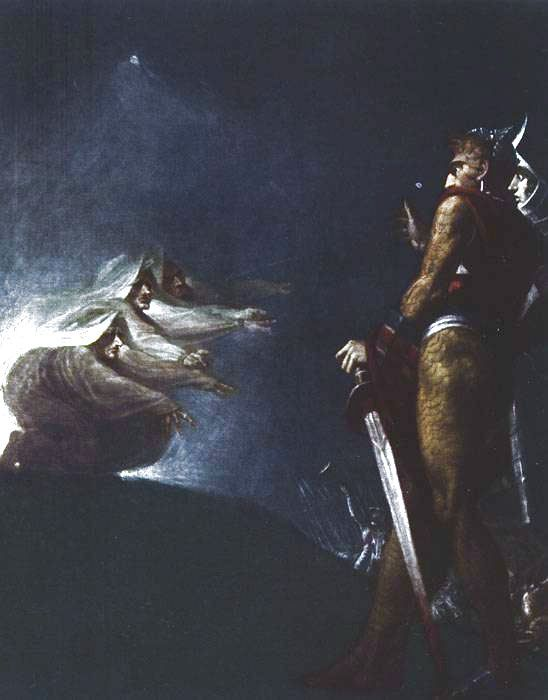
Macbeth e as bruxas, pintura de Henry Fuseli

Na peça de Shakespeare, que é baseada principalmente no relato de Raphael Holinshed e provavelmente foi apresentada pela primeira vez em 1606, Macbeth é inicialmente um general valente e leal ao idoso Rei Duncan. Após ser manipulado pelas Três Bruxas e sua esposa, Lady Macbeth, Macbeth assassina Duncan e usurpa o trono. Finalmente, as profecias das bruxas se provam enganosas, e Macbeth se torna um tirano assassino. O filho de Duncan, Malcolm, organiza uma revolta contra Macbeth, durante a qual Lady Macbeth, consumida pela culpa, comete suicídio. Durante a batalha, Macbeth encontra Macduff, um nobre refugiado cuja esposa e filhos haviam sido assassinados anteriormente por ordem de Macbeth. Ao perceber que morrerá se duelar com Macduff, Macbeth inicialmente se recusa a fazê-lo. Mas quando Macduff explica que se Macbeth se render será submetido ao ridículo por seus antigos súditos, Macbeth jura: "Não me renderei para beijar o chão diante dos pés do jovem Malcolm, para ser atormentado pela maldição da ralé." Ele escolhe em vez disso lutar com Macduff até a morte. Macduff mata e decapita Macbeth, e a peça termina com o Príncipe Malcolm se tornando rei.
A razão provável para a representação desfavorável de Macbeth por Shakespeare é que o Rei Jaime VI e I era descendente de Malcolm III através da Casa de Bruce e sua própria Casa de Stewart, enquanto a linhagem de Macbeth morreu com a morte de Lulach seis meses após seu padrasto. O Rei Jaime também era considerado descendente de Banquo através de Walter Stewart, 6º Alto Mordomo da Escócia. O historiador Peter Berresford Ellis sugeriu que o retrato impreciso de MacBeth por Shakespeare foi não intencional, já que ele só tinha acesso a fontes escritas do ponto de vista dos ingleses e 'escoceses anglicizados', desvinculados cultural e linguisticamente da Escócia do século XI. Ellis assim propôs que "a degeneração de MacBeth da Escócia em um usurpador assassino" precedeu Shakespeare por "cerca de 350 anos após a morte [de MacBeth] em Lumphanan".

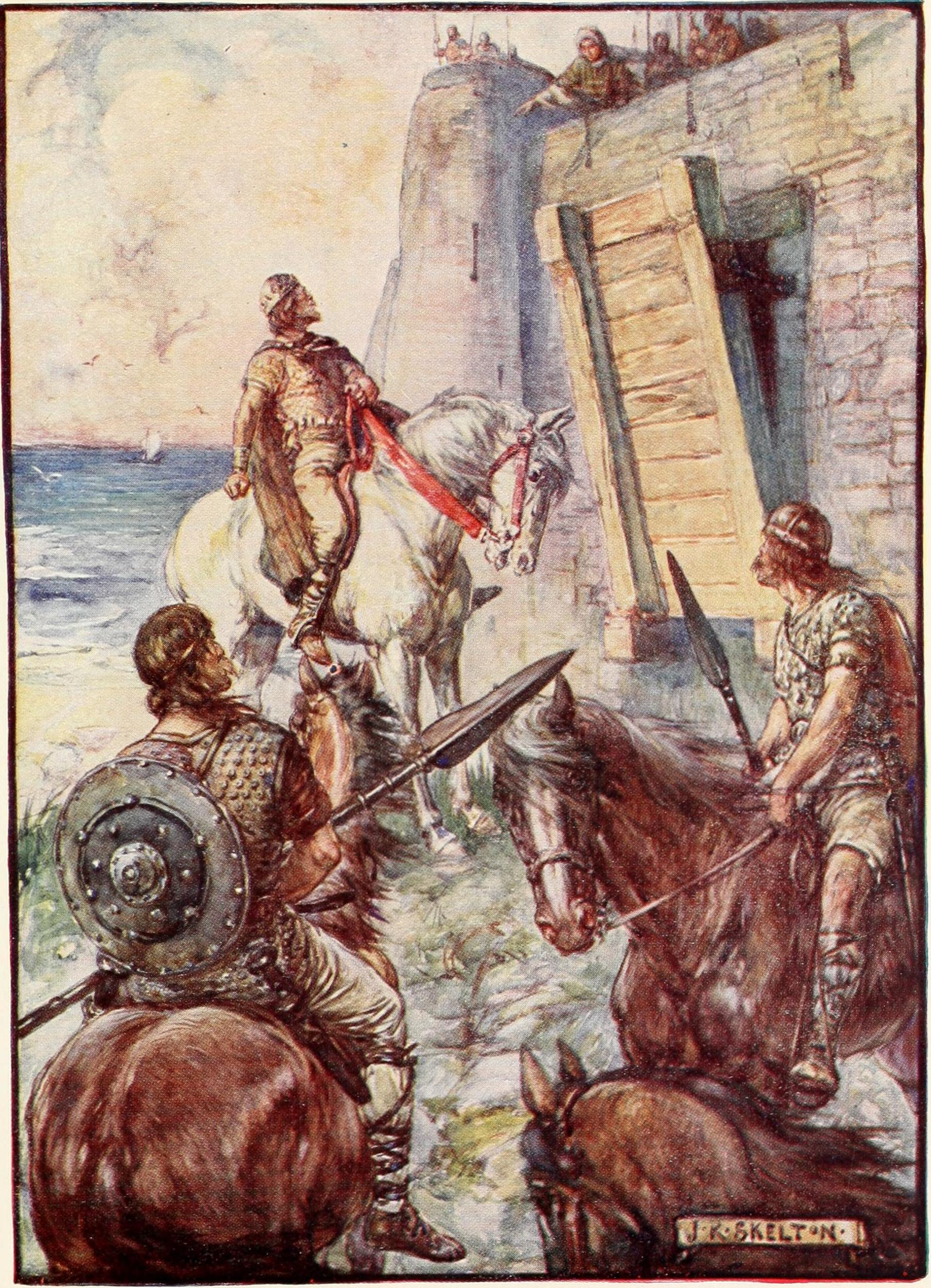
Macbeth no forte de Macduff, por J. R. Skelton

Em um ensaio de 1959, Boris Pasternak comparou a caracterização de Macbeth por Shakespeare a Raskolnikov, o protagonista de Crime e Castigo de Fiódor Dostoiévski. Pasternak explicou que nenhum personagem começa como um assassino, mas se torna um por um conjunto de racionalizações falhas e uma crença de que está acima da lei.
Lady Macbeth também se tornou famosa por seus próprios méritos. Em seu romance de 1865 Lady Macbeth do Distrito de Mtsensk, Nikolai Leskov atualizou A Tragédia de Macbeth para que se passasse entre a classe mercantil da Rússia Imperial. Em uma reviravolta na fonte, no entanto, Leskov inverte os papéis de gênero: a mulher é a assassina e o homem é o instigador. O romance de Leskov foi a base para a ópera de mesmo nome de Dmitri Shostakovich de 1936.